# VW e-Co-Motion
Der e-Co-Motion ist ein Konzeptfahrzeug der Nutzfahrzeugsparte des Volkswagen-Konzerns. Es ist ein elektrisch betriebener Stadtlieferwagen, der bezüglich Größe in etwa die Lücke zwischen dem VW Caddy und der größeren Transporter-Reihe füllt.

## Technische Daten

### Antrieb
Angetrieben wird das Fahrzeug von einem 50 kW (65 PS) starken Elektromotor, der kurzzeitig 85 kW (115 PS) und 270 Nm leisten kann. Der Lieferwagen wurde für die „letzte Meile“ im Stadtverkehr konzipiert, ist aber bis zu 120 km/h schnell, um kürzere Autobahn- und Überlandfahrten bis zum Liefergebiet zurückzulegen. Die modulare Antriebsbatterie wurde in drei Varianten angedacht (20/30/40 kWh) und ermöglichte damit, je nach Anwendungsbedarf, Reichweiten von 100, 150 und 200 km.

### Bauform

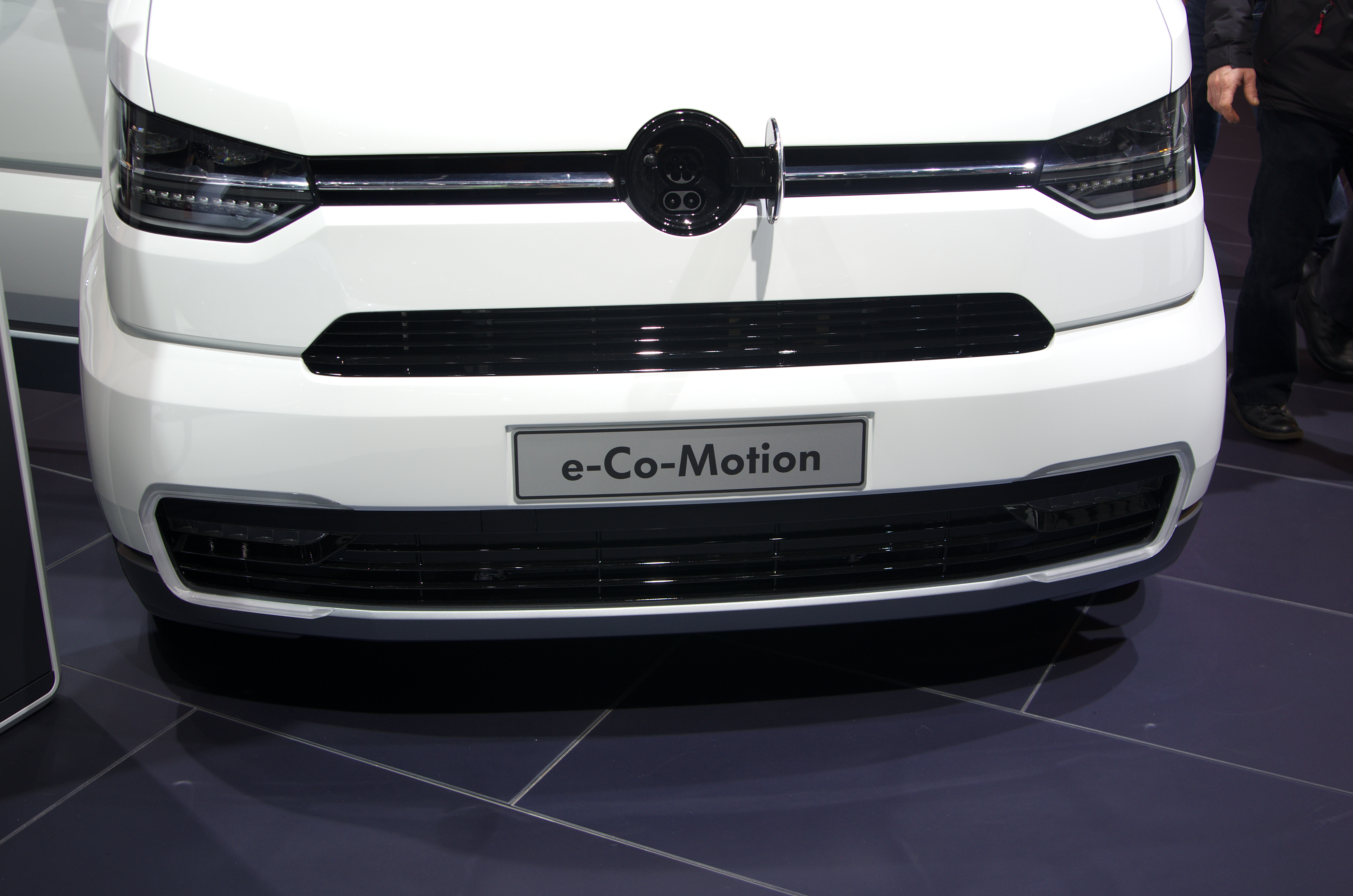
Ladesteckdose im Front-Emblem

Die Bauform erinnert an einen verkleinerten T5, obwohl das Fahrzeug auf einer eigenen Plattform basiert, die in zwei Teile getrennt ist. Der Antriebsstrang ist vollständig unterflurig verbaut. Motor und Planetengetriebe sitzen an der Hinterachse. Das ermöglicht einen Wendekreis von nur 8,95 m. Die Akkumulatorenplatte ist statisches Element der Karosserie, was zu Einsparung von Platz und Gewicht führt.
Der obere Teil des Fahrzeugs ist rein „transportrelevant“ ausgelegt. Das Ladevolumen beträgt 4,6 m³, die größtmögliche Zuladung 800 kg. Statt des Kastens sind Lösungen zur Personenbeförderung, eine offene Pritsche oder ein Tankaufbau ohne größeren Aufwand möglich.

### Interieur
Der Innenraum ist für den logistischen Betrieb ausgelegt. Der Beifahrersitz lässt sich hochklappen und die Mittelkonsole mit Zentralrechner ist verschiebbar, um dem Fahrer den Einstieg durch die Beifahrertür zu erleichtern. Dafür wurde der Schalthebel durch einen Drehschalter ersetzt und auf einen Handbremshebel verzichtet. Wie im Rolls-Royce Ghost und Phantom befindet sich in der Fahrertür ein röhrenförmiges Fach, dem ein Regenschirm entnommen werden kann.

## Weblinks

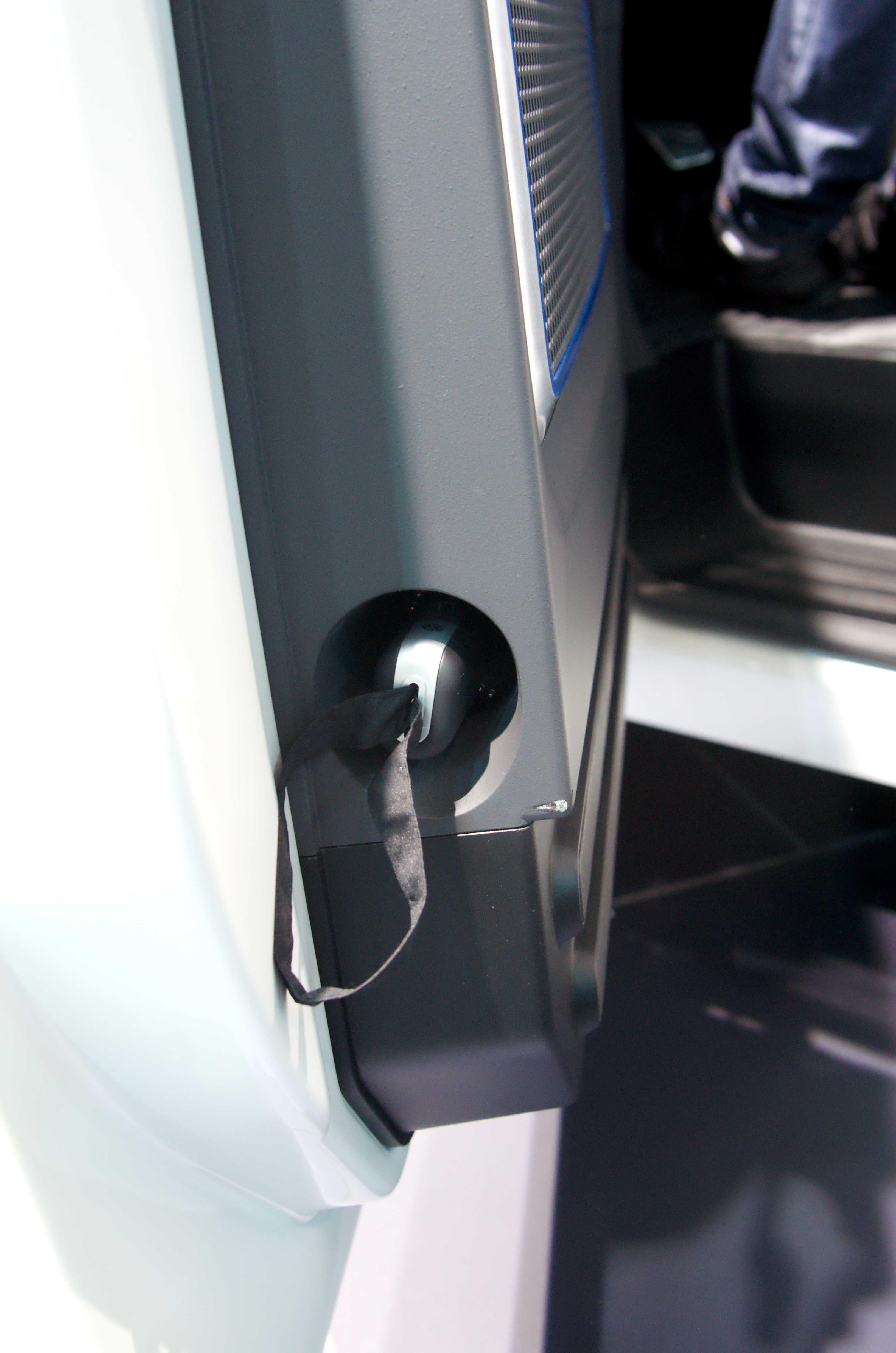
In der Tür integrierter Regenschirm